# منطقة قصر الحكم

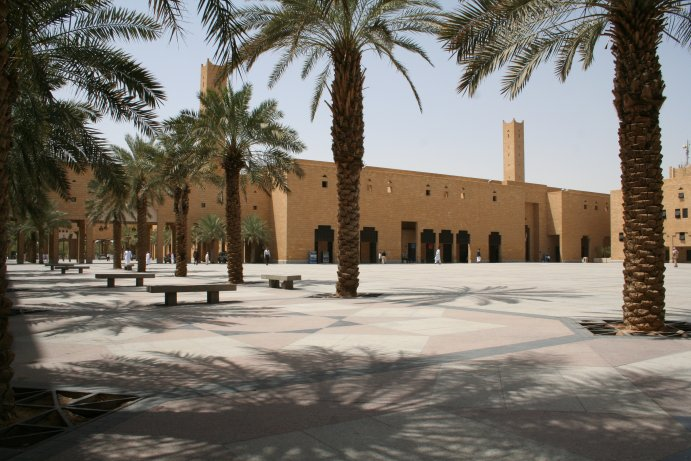
منظر لساحة الصفاة وفيها تظهر مئذنتي جامع الإمام تركي بن عبد الله

منطقة قصر الحكم تقع المنطقة في قلب مدينة الرياض عاصمة المملكة العربية السعودية، وأصبحت الآن مركزا إداريا ودينيا وتجاريا لمدينة الرياض لما تضمه من معالم بارزة في المدينة، فهي تضم إداريا إمارة منطقة الرياض وأمانة مدينة الرياض وشرطة مدينة الرياض، ودينيا تضم أحد لأكبر مساجد المدينة جامع الإمام تركي بن عبد الله، بالإضافة لاحتوائها على أكثر من أربعة أسواق تجارية.

## نظرة عامة
تعد منطقة قصر الحكم قلب مدينة الرياض التقليدي، وتمتد على مساحة تتجاوز حدود كامل المدينة قبل أكثر من مائة عام. وقد بدأ مجد المنطقة في الانحسار تدريجيا بسبب انتقال بعض أنشطتها إلى المناطق الأحدث من المدينة التي كانت تتطور باضطراد مذهل، ولكن تم إطلاق برنامج لتطوير المنطقة يهدف إلى إعادة تأهيلها لتستمر في أداء دورها كمركز رئيسي ديني وإداري وتجاري لمدينة الرياض عاصمة المملكة العربية السعودية، ويشمل منطقة قصر الحكم التالي: قصر الحكم، مجمع سويقة التجاري، ساحة المصمك، ميدان العدل، جامع الإمام تركي بن عبد الله، ساحة الصفاة، ساحة الإمام محمد بن سعود، مركز المعيقلية التجاري، سور المدينة القديم وبواباته التاريخية، سوق الزل.

## إعادة التطوير
تولت الهيئة العليا لتطوير مدينة الرياض ملف إعادة احياء منطقة قصر الحكم، تأكيدا لدور هذه المنطقة كمركز إداري وثقافي وتجاري للعاصمة، حيث عملت على رفع المستوى العمراني لها وتحسين مظهرها وحركة النقل فيها، وتعزيزها بالخدمات مع المحافظة على المواقع التراثية والتاريخية به، وقد وضعت الهيئة إستراتيجية شاملة للعمل التخطيطي الخاص بإعادة تطوير منطقة قصر الحكم، واعتمدت على عدد من العوامل والحقائق التي أظهرتها الدراسات التفصيلية للمنطقة، تتمثل في التوجه نحو التقليل من نزع الملكيات إلى الحد الأدنى بغرض إفساح المجال لدور القطاع الخاص الاستثماري، والرغبة في الاستجابة لقوة السوق وواقع العرض والطلب، وقد اعتمدت الهيئة البرنامج التطويري المرحلي لتطوير منطقة قصر الحكم، ويتكون هذا البرنامج من ثلاث مراحل:
- المرحلة الأولى: تركزت في إنشاء المقار الإدارية الرئيسة في المدينة ذات العلاقة الوطيدة بالسكان، لتأكيد وتفعيل الحركة والنشاط في المنطقة، فشملت إنشاء مقر إمارة منطقة الرياض وأمانة مدينة الرياض وشرطة مدينة الرياض.
- المرحلة الثانية: بدأ العمل في هذه المرحلة في شهر شوال من عام 1408 هـ، وتركزت في إعادة تطوير منشآت ومقار تاريخية وتراثية وتهيئة المنطقة بالخدمات والمرافق العامة حيث شملت عناصر هذه المرحلة مباني قصر الحكم وجامع الإمام تركي بن عبد الله وميدان الصفاة وساحة العدل وساحة الإمام محمد بن سعود وساحة المصمك، إلى جانب بعض الشوارع المؤدية إلى المنطقة والواقعة داخلها وأجزاء من سور الرياض القديم وبعض بواباتها التاريخية، وكذلك بعض المرافق المكتبية والتجارية.
- المرحلة الثالثة: تركزت في إعادة التطوير، من خلال إتاحة الفرصة لاستثمارات القطاع الخاص بعد أن حظيت المنطقة بثقة مطوري هذا القطاع، وذلك بعد إتمام تنفيذ المرحلتين الأولى والثانية، حيث أنشئ خلال هذه المرحلة مقرات بعض الجهات كالمحكمة العامة والدفاع المدني ومسجد الشيخ محمد بن إبراهيم آل الشيخ وميدان دخنة وتطوير سوق الزل إضافة إلى سبعة مجمعات تجارية حديثة.

## مكونات المنطقة
شملت منطقة الحكم على خليط من المناطق والجهات الدينية والرسمية والإدارية والتجارية والاجتماعية وهي:
- قصر الحكم: كان القصر مقر الحاكم وملتقى المواطنين بولاة الأمر منذ عهد الإمام تركي بن عبد الله آل سعود، وقد أعيد بناء القصر في موقعه السابق على أرض مساحتها 11500 متر مربع، وقد استلهم تصميم القصر من الملامح التقليدية لعمارة المنطقة، حيث يبدو ظاهريا كأنه مؤلف من جزأين أحدهما جنوبي يتكون من ستة أدوار وهو على هيئة قلعة ذات أسوار وأربعة أبراج في أركانها ترمز ضخامتها إلى القوة والمنعة، إضافة إلى برج خامس في الوسط يشكل مصدر إضاءة وتهوية للأفنية والمكاتب الواقعة تحته، ويلتصق بهذا البرج من جهة الشمال جزء آخر مؤلف من خمسة أدوار، والواجهات الخارجية لهذا القصر شبه مصمتة، فيما تنتشر داخله سلسلة من الفراغات والأفنية متنوعة الأحجام موزعة توزيعا مرنا تعطي إحساسا بالرحابة والسعة.
- جامع الإمام تركي بن عبد الله: لايُعرف تاريخ بنائه، إلا أنه واقع في فترة حكم الإمام تركي بن عبد الله في نهاية سنة 1240هـ-1249هـ، ويقع الجامع جنوب المصمك، وقد أنهدم في عهد الملك سعود؛ فقام ببنائه من جديد بعد أن سعى في ذلك الشيخ عبد العزيز الشثري المعروف بأبي حبيب رحمهُ الله[4]، ظل الجامع يقوم بدور الجامع الكبير في المدينة لعقود طويلة، وقد أعيد بناؤه في نفس موقعه السابق على أرض مساحتها 16800 متر مربع، للجامع مداخل رئيسة تفتح على ميدان العدل وعلى شارع الإمام تركي بن عبد الله وساحة الصفاة وتؤدي بعض هذه المداخل إلى ساحة مستطيلة الشكل مساحتها حوالي 4800 متر مربع محاطة بأروقة مظلله تحتها بسطات تجارية هذا ويتسع الجامع لنحو 17 ألف مصلي، وأقيم على جانبي الجامع منارتان بارتفاع 50 متر مربعة الشكل، وهناك مكتبتان للرجال والنساء مساحة كل منهما 325 مترا تقريبا.
- ميدان العدل: تبلغ مساحة الميدان 14 ألف متر مربع بأبعاد تتناسب مع ارتفاعات المباني المطلة عليه وتحده من جهة الشمال مكاتب إدارية تحتها محلات تجارية وتحده من جهة الجنوب أسواق الأوقاف الخيرية أما الجهة الشرقية للميدان فتشكل أروقة مظللة تحتها محلات تجارية وتتناثر في أطراف الميدان أشجار النخيل متتبعة اتجاهات حركة المشاة الرئيسية التي تنطلق من الميدان في اتجاهات مختلفة.
- ساحة المصمك: أقيمت هذا الساحة لإبراز حصن المصمك بالشكل اللائق بمكانته التاريخية وتبلغ مساحتها 4500 متر مربع، وقد غرست في الجزء الجنوبي منها صفوف من أشجار النخيل فيما غرست أشجار وشجيرات أخرى في بقية أجزاء الساحة عدا الجهة الشرقية التي زينت بتنسيق صحراوي التي تنتهي بمدرجات مرتفعة على سطح الأرض للجلوس ولحماية الحصن، ويتخلل هذه الساحة ممرات للمشاة مرصوفة بحجر الرياض وهي مهيأة لإقامة أنشطة الفنون الشعبية والتراثية فيها وقد أعيد بناء المسجد المجاور لحصن المصمك على النمط العمراني التقليدي للمنطقة وتتصل ساحة المصمك من جهتها الغربية بميدان العدل.
- ساحة الصفاة: تقع هذه الساحة بين جامع الإمام تركي بن عبد الله وقصر الحكم متصلة بميدان العدل من جهته الغربية ويفتح على هذه الساحة المدخل الملكي لقصر الحكم ويتصل قصر الحكم بجامع الإمام تركي بن عبد الله على مستوى الرياض وعن طريق جسرين على مستوى الدور الأول وقد غرست في هذه الساحة صفوف من أشجار النخيل.
- ساحة الإمام محمد بن سعود: تنتهي بهذه الساحة من جهة الغرب سلسلة من الميادين والساحات العامة المفتوحة الموصلة التي تمثل عنصر الربط الرئيسي للعناصر العمرانية في منطقة قصر الحكم وتضفي على تخطيطها نمطا عمرانيا متميزا، تشغل هذه الساحة أرضا مساحتها 14 ألف متر مربع وهي مزروعة بأشجار وشجيرات متنوعة، كما أنها مجهزة بأماكن مظللة للجلوس ونوافير ويطل عليها قصر الحكم من جهتها الشرقية وأمانة مدينة الرياض من جهتها الجنوبية ومركز المعيقلية التجاري من جهتها الشمالية.
- سور المدينة القديم وبواباته التاريخية: جرى إعادة بناء بوابتي دخنة والثميري وبرج الديرة إضافة إلى أجزاء من السور القديم، وقد أعيد بناء بوابة دخنة في موقعها السابق في نهاية شارع الإمام محمد بن عبد الوهاب عند التقائه مع شارع طارق بن زياد كما أعيد بناء البرج المجاور لهذه البوابة وكذلك جزء من السور.
- مجمع سويقة التجاري: صمم هذا المجمع على هيئة الأسواق الشعبية حيث يتوسطه عدة أفنية وتتخلله ممرات مغطاة بخيام ومشربيات، ويضم المجمع الذي طوره أحد المستثمرين عدد 260 محل، وفي الطرف الشرقي لهذا المجمع أعيد بناء جزء من سور المدينة القديم، كما جرى توضيح مساره على الشارع بأحجار بلون مختلفة عن لون الأسفلت في الأجزاء التي تعذرت فيها إعادة بنائها ويقع إلى الغرب من مجمع سويقة ساحة عامة تحيط بحصن المصمك التاريخي الذي أقيم عند مطلع القرن الرابع عشر الهجري.
- مركز المعيقلية التجاري: يقع في أقصى الطرف الغربي لمنطقة قصر الحكم المشمولة بالمرحلة الثانية من برنامج تطوير منطقة قصر الحكم، قام على تطويره الشركة السعودية لمركز المعيقلية التجاري المكونة من أمانة مدينة الرياض ومصلحة والمؤسسة العامة للتأمينات الاجتماعية والشركة العربية السعودية ويضم هذا المركز حوالي 1000 محل تجاري إلى جانب مكاتب وشقق سكنية وتوجد تحته مواقف السيارات تتسع لحوالي 200 سيارة.
- سوق الزل: يقع السوق بين شارع طارق بن زياد جنوبا وشارع الشيخ محمد بن عبد الوهاب غربا وشارع الشيخ محمد بن إبراهيم شرقا والتي تبلغ مساحتها 38,580 متر مربع، وتحتوي في جزئها الشمالي علي أنشطة تجارية لبيع وتصنيع المواد التقليدية والتراثية مثل البشوت والسيوف والتحف والسجاد (الزل) والأحذية وغيرها، وفي جزئها الجنوبي الغربي يجري العمل علي إعادة بناء مسجد الشيخ محمد بن إبراهيم، مع وجود بعض الأنشطة التجارية علي شارعي الشيخ محمد بن إبراهيم والشيخ محمد بن عبد الوهاب، أما بقية المنطقة فمعظمها ملكيات وعقارات خاصة متهدمة ومهجورة وأراضي غير مطورة.

## الجوائز
حصل جامع الإمام تركي بن عبد الله على جائزة آغا خان العالمية للعمارة في دورتها عام 1415 هـ 1995، كما اختارت جمعية المعمارين الدنماركية ساحات منطقة قصر الحكم بمدينة الرياض التي نفذتها الهيئة العليا لتطوير مدينة الرياض، ضمن أفضل الساحات في العالم وذلك في كتاب الساحات الجديدة للمدن الذي أصدرته الجمعية، وتضمن 39 ساحة شهيرة في تسع مدن كبرى حول العالم جميعها من القارة الأوروبية والأميركية ما عدا ساحات ميدان العدل وساحة الإمام محمد بن سعود وساحة الصفاة بالرياض، على اعتبارها أفضل ساحات في العالم لمميزاتها العمرانية.